# 北斯特拉特福 (新罕布什爾州)
北斯特拉特福（英語：North Stratford）是位於美國新罕布什爾州庫斯縣的非建制地區。

## 歷史
北斯特拉特福的郵局自1915年營運至今。

## 地理
北斯特拉特福所處的海拔為高於海平面277米（即909英呎），而該地所採用的時區為UTC-5，即北美东部时区（EST）。同時該地設有夏令時間，為UTC-5調快一小時，即UTC-4（EDT）。